# Manuel Quintão Meireles
Manuel Carlos Quintão Meireles GCC • ComA • GOA • GCA • ComSE • ComL (Freixo de Espada à Cinta, Freixo de Espada à Cinta, 14 de Dezembro de 1880 — Lisboa, 11 de Março de 1962) foi um oficial general da Armada Portuguesa e político dos tempos finais da Primeira República Portuguesa e iniciais do Estado Novo. Foi Ministro dos Negócios Estrangeiros (19 de Dezembro de 1928 a 9 de Julho de 1929) no governo da Ditadura Nacional presidido por José Vicente de Freitas. Em 1951 foi candidato oposicionista nas eleições presidenciais portuguesas, desistindo três dias antes da votação por considerar não existirem condições para uma eleição livre e justa.

## Biografia
Nasceu na freguesia de São Miguel de Freixo de Espada à Cinta. Era irmão do Major António Alberto Quintão Meireles, Comendador da Ordem Militar de São Bento de Avis a 5 de Outubro de 1933.
Foi um dos mais distintos oficiais da Armada, sendo reputado como um brilhante doutrinário, graças às numerosas conferências que proferiu. Começou a sua carreira como oficial da marinha mercante e destaca-se como combatente na Flandres durante a Primeira Guerra Mundial.
Contra-almirante desde 1940, atingiu o posto de vice-almirante e o cargo de Chefe do Estado-Maior da Armada (1939-1944).
Apoiou o golpe militar de 28 de Maio de 1926, sendo escolhido para o cargo de ministro dos Negócios Estrangeiros no segundo Governo de José Vicente de Freitas, em funções de 19 de Dezembro de 1928 a 8 de Julho de 1929.
Reformou-se em Dezembro de 1950 e foi candidato da oposição moderada ao Estado Novo às eleições presidenciais de 1951, defendendo ideais republicanos e democráticos, embora se considerasse como situacionista. Na sua candidatura, o almirante Quintão Meireles não se assume como representante da oposição democrática e republicana e refere, em carta ao general Craveiro Lopes, o candidato da União Nacional apoiado pelo regime, que entre eles os dois não se trata (...) duma contenda entre partidários e adversários da actual situação política, acrescentando que as suas candidaturas representavam duas orientações do situacionismo. Na contenda eleitoral aparecia como representante da oposição democrática e republicana, contra o Professor Ruy Luís Gomes, que era apoiado pelo Movimento Nacional Democrático, liderado pelo PCP.
Na sua campanha, Quintão Meireles, apelou à conciliação nacional, sem recusar a Constituição Portuguesa de 1933 e os seus princípios corporativistas. Perante as dificuldades impostas à sua candidatura acabou por desistir, alegando a ausência de condições mínimas de democraticidade. Apesar disso, na sua campanha denunciou corajosamente os escândalos financeiros do Governo e a falta de condições democráticas. Foi apoiado pela melhor intelectualidade da época, incluindo Mendes Cabeçadas, Vasco de Carvalho, Mário Pessoa, David Neto, Cunha Leal, Acácio Gouveia, Teófilo Carvalho Santos, Rolão Preto, Henrique Galvão e António Sérgio.
Em 1958, voltou a ser indigitado para candidato às eleições presidenciais, mas recusou alegando que só concorreria se tivesse as mesmas condições do candidato da União Nacional.
Faleceu em Lisboa em 11 de Março de 1962. Ao longo da sua carreira foi agraciado com as seguintes condecorações: Comendador da Ordem Militar de São Bento de Avis de Portugal (11 de Março de 1919); Comendador da Antiga, Nobilíssima e Esclarecida Ordem Militar de Sant'Iago da Espada, do Mérito Científico, Literário e Artístico de Portugal (28 de Junho de 1919); Grã-Cruz da Ordem Militar de Nosso Senhor Jesus Cristo de Portugal (25 de Abril de 1929); Excelentíssimo Senhor Grã-Cruz da Real Ordem de Isabel a Católica de Espanha (27 de Outubro de 1930), sendo ao tempo capitão-tenente; grande-oficial da Ordem Militar de São Bento de Avis de Portugal (25 de Janeiro de 1939); Grã-Cruz da Ordem Militar de São Bento de Avis de Portugal (16 de Novembro de 1946), sendo contra-almirante; e comendador da Ordem da Liberdade de Portugal (14 de Abril de 1982), a título póstumo.